# Липница (Раковец)
Липница је насељено место у општини Раковец, до нове територијалне организације у саставу бивше општине Врбовец, у Загребачкој жупанији, Хрватска.

## Историја
Православни Срби живе ту од прве половине 15. века. Тада су Липницом (као целим крајем) владали грофови Цељски. Гроф Улрих Цељски је 1434. године оженио Катарину Кантакузин Бранковић, кћерку српског деспота Ђурђа Бранковића. Грофица Катарина је 1456-1460. године управљала Раковцем. Тада су ту насељавани Срби војници, из њене заштите.
Липницу су населили Срби православци из Жумберка после 1630. године. До 18. века Липница је имала свог свештеника. Почетком 20. века Липница је мало село, са статусом православне парохијске филијале, која припада парохији - селу Салнику. Салничка православна парохија је основана још 1570. године.
Тридесетих година 20. века у њему је православна црква (летњег) Св. Николе, коју су стари Липничари пренели из села Луково. То је урађено да би се клонили агресивних католика, који су наметали "унију" Србима православцима. Капела Св. Николе је грађена 1795. године, на месту претходне из 1750. године. Темпло је зидана преграда са распоређеним иконама из 1800. године.
Липница је најсеверозападније налазеће православно место у Хрватској. Православна капела у месту је темељно обновљена до 2012. године.

## Становништво

### Број становника по пописима
| Националност   | 2001. | 1991. | 1981. | 1971. | 1961. | 1953. | 1948. | 1931. | 1921. | 1910. | 1900. | 1890. | 1880. | 1869. | 1857. |
| бр. становника | 76    | 82    | 106   | 143   | 160   | 193   | 190   | 213   | 218   | 204   | 172   | 137   | 117   | 108   | 116   |

- напомене:

Од 1910. до 1981. исказивано под именом Липница Раковечка.

### Национални састав
| Националност       | 1991.       | 1981.       | 1971.       | 1961.        |
| Срби               | 37 (45,12%) | 48 (45,28%) | 67 (46,85%) | 105 (65,62%) |
| Хрвати             | 25 (30,48%) | 43 (40,56%) | 76 (53,14%) | 53 (33,12%)  |
| Југословени        | 6 (7,31%)   | 15 (14,15%) | 0           | 0            |
| остали и непознато | 14 (17,07%) | 0           | 0           | 2 (1,25%)    |
| Укупно             | 82          | 106         | 143         | 160          |